# Ovulació

Esquema amb els ovaris, que produeixen els òvuls, les trompes de Fal·lopi, per on s'alliberen els òvuls i on romanen a l'espera d'una possible fertilització fins a l'embaràs o la menstruació, a l'úter. Tant l'òvul no fecundat com l'eventual nounat se separen del cos de la mare a través de la vagina.

L'ovulació és un dels processos del cicle menstrual de la dona i de les femelles mamíferes. En aquest procés un fol·licle ovàric es trenca i allibera a l'úter un òvul, oòcit o gàmeta femení. L'ovulació de la dona no és substancialment diferent a la del cicle estral dels altres mamífers. L'interval de temps durant el qual es produeix l'ovulació es coneix com a període periovulatori.
Les dones solen ovular un sol cop a cada cicle menstrual, tot i que és possible que hi hagi eventualment cicles anovulatoris, als quals no s'allibera cap òvul, i en canvi, de vegades, pot ser que se n'alliberin dos, o més rarament més de dos. L'alliberament de l'òvul de l'ovari sol ocórrer al mig del cicle menstrual, és a dir, entre el catorzè i el setzè dies a partir de l'última regla. El cicle menstrual varia segons cada dona, però sol tenir aproximadament quatre setmanes de durada, cosa que fa uns vint-i-vuit dies. L'òvul pot ser fertilitzat o no. Un òvul fertilitzat dona lloc a un embaràs, mentre que un que no ho estigui romandrà a l'espera dues setmanes al cos de la dona i, en cas negatiu, serà expulsat mitjanant la menstruació, per deixar lloc a un proper nou òvul. El cos necessitarà dues setmanes per a produir-lo abans d'expulsar-lo a la propera ovulació.
L'ovulació es produeix gràcies als fol·licles preovulatoris, que segreguen grans quantitats d'estradiol (un estrogen), i de l'hormona luteïnitzant (LH), la quantitat de la qual augmenta considerablement a conseqüència d'això. El pic preovulatori d'estradiol es produeix entre 24 i 36 hores abans de l'ovulació, mentre que el pic d'LH ocorre de deu a dotze hores abans de l'ovulació. Després de l'ovulació l'estructura dominant a l'ovari és el cos luti.

## Planificació familiar

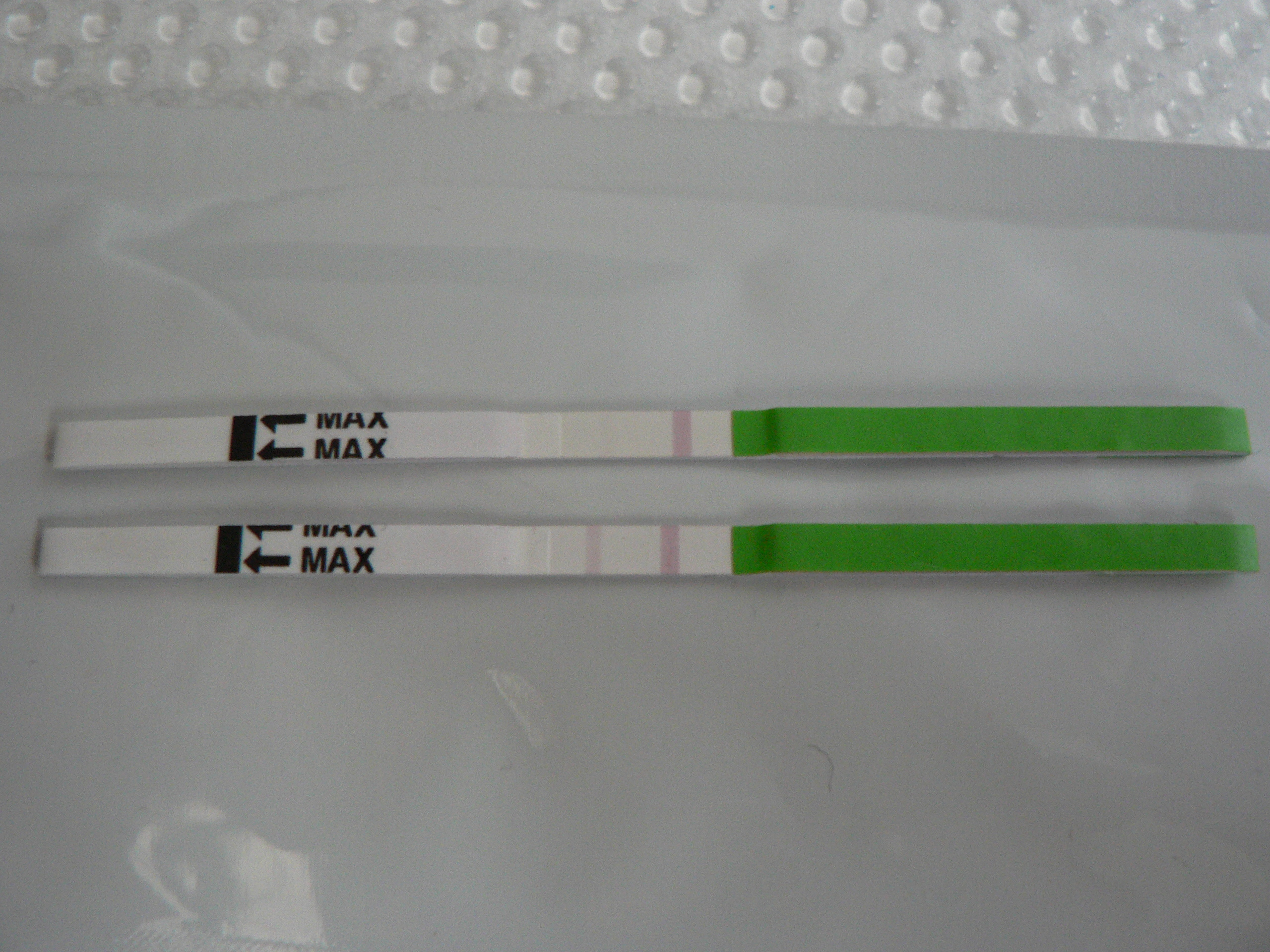
Test d'ovulació basat en la quantitat d'LH a l'orina (un resultat positiu i un de negatiu)

Existeixen detectors d'hormones perquè una dona pugui conèixer a casa seva si es troba en període d'ovulació. També pot recórrer a diversos mètodes de contracepció per a evitar la fertilització dels seus ovòcits. Altrament, pot decidir fecundar-los per mitjà de diverses tècniques de fecundació assistida.

## Síndrome de l'ovari poliquístic
Una de cada vint dones en edat fèrtil pateixen la síndrome de l'ovari poliquístic, que es caracteritza, entre altres coses, per una manca d'ovulació (anovulació), o molt poques ovulacions (oligovulació), i que és la causa més corrent d'infertilitat a les dones.